# Monte Victoria (Filipinas)
Monte Victoria o pico Victoria, es una montaña en el centro de Palawan, al sur del país asiático de las Filipinas, que se encuentra dentro del municipio administrativo de Narra. La montaña y sus picos gemelos forman la mayor superficie de tierras contiguas y la segunda parte más alta de la región geológica del monte Beaufort, una serie de afloramientos ultramáficos de origen Eoceno, que incluye el pico más alto de Palawan, el monte Mantalingahan (2085 m).
El monte Victoria no es generalmente accesible al público sin un permiso especial debido a la dificultad de la ascensión, no hay camino a la cumbre, y como tal, hay que subir a la montaña a pie pasando por lechos de ríos propensos a inundaciones repentinas. Los intentos de llegar al pico han resultado en varias muertes.